# Pseudoxyrhopus
Pseudoxyrhopus es un género de serpientes de la familia Lamprophiidae que incluye once especies de culebras endémicas de Madagascar.

## Especies
Se reconocen las especies siguientes:
- Pseudoxyrhopus ambreensis Mocquard, 1895
- Pseudoxyrhopus analabe Nussbaum, Andreone & Raxworthy, 1998
- Pseudoxyrhopus ankafinaensis Raxworthy & Nussbaum, 1994
- Pseudoxyrhopus heterurus (Jan, 1863)
- Pseudoxyrhopus imerinae (Günther, 1890)
- Pseudoxyrhopus kely Raxworthy & Nussbaum, 1994
- Pseudoxyrhopus microps Günther, 1881
- Pseudoxyrhopus oblectator Cadle, 1999
- Pseudoxyrhopus quinquelineatus (Günther, 1881)
- Pseudoxyrhopus sokosoko Raxworthy & Nussbaum, 1994
- Pseudoxyrhopus tritaeniatus Mocquard, 1894